# The $5.98 E.P.: Garage Days Re-Revisited
The $5.98 E.P.: Garage Days Re-Revisited è il primo EP del gruppo musicale statunitense Metallica, pubblicato il 21 agosto 1987 dalla Elektra Records.

## Descrizione
Si tratta di una breve raccolta di cover di brani heavy metal e hardcore punk, tutte eseguite insieme al bassista Jason Newsted, entrato nel gruppo in seguito alla morte di Cliff Burton nel 1986.
Le stesse canzoni vennero ripubblicate, assieme ad altre cover realizzate dai Metallica nel corso degli anni, nella raccolta Garage Inc. del 1998.
Il 13 aprile 2018 l'EP è stato ripubblicato in edizione rimasterizzata in occasione dell'annuale Record Store Day nei formati CD, vinile e musicassetta.

## Tracce
1. Helpless – 6:38 – originariamente interpretata dai Diamond Head
2. The Small Hours – 6:43 – originariamente interpretata dagli Holocaust
3. The Wait – 4:55 – originariamente interpretata dai Killing Joke
4. Crash Course in Brain Surgery – 3:10 – originariamente interpretata dai Budgie
5. Last Caress/Green Hell – 3:30 – originariamente interpretate dai Misfits

## Formazione
Gruppo
- James Hetfield – voce, chitarra ritmica
- Kirk Hammett – chitarra solista
- Jason Newsted – basso, cori
- Lars Ulrich – batteria

Produzione
- Metallica – produzione
- Csaba "The Hut" Petocz – ingegneria del suono
- Greg Dennen – assistenza tecnica
- Marnie Riley – assistenza tecnica
- Ron Lewter – mastering

## Classifiche
| Classifica (1987)        | Posizione massima |
| ------------------------ | ----------------- |
| Regno Unito              | 27                |
| Classifica (2018)        | Posizione massima |
| Austria                  | 16                |
| Canada                   | 17                |
| Francia                  | 73                |
| Germania                 | 10                |
| Portogallo               | 13                |
| Spagna                   | 12                |
| Stati Uniti              | 18                |
| Stati Uniti (catalog)    | 1                 |
| Stati Uniti (digital)    | 19                |
| Stati Uniti (hard rock)  | 3                 |
| Stati Uniti (rock)       | 5                 |
| Stati Uniti (tastemaker) | 1                 |
| Stati Uniti (vinyl)      | 1                 |
| Svezia                   | 34                |
| Svizzera                 | 62                |